# Avengers (serial animowany)
Avengers (oryg. The Avengers: United They Stand) – amerykańsko-kanadyjski superbohaterski serial animowany z 1999 roku na podstawie serii komiksów o drużynie superbohaterów o tej samej nazwie wydawnictwa Marvel Comics. W oryginalnej wersji językowej głównym postaciom głosów użyczyli: Rod Wilson, Linda Ballentyne, Tony Daniels, Stavroula Logothettis, Hamish McEwan, Martin Roach, Ron Rubin, Lenore Zann, Graham Harley, Ray Landry i Caroly Larson.
Avengers zadebiutowali 30 października 1999 roku w Stanach Zjednoczonych na antenie Fox Kids. Serial został zakończony po pierwszej serii. 26 lutego 2000 roku wyemitowano ostatni, trzynasty odcinek serialu.

## Obsada
- Rod Wilson jako Henry Pym / Ant-Man[1][2]
- Linda Ballentyne jako Janet Van Dyne / Osa[1][2]
- Tony Daniels jako Clint Barton / Hawkeye oraz Aries, Aquarius i Brutacus[1][2]
- Stavroula Logothettis jako Wanda Maximoff / Scarlet Witch[1][2]
- Hamish McEwan jako Simon Williams / Wonder Man[1][2]
- Martin Roach jako Samuel Wilson / Falcon[1][2]
- Ron Rubin jako Vision[1][2]
- Lenore Zann jako Greer Grant Nelson / Tigra[1][2]
- Graham Harley jako Edwin Jarvis[1][2]
- Ray Landry jako Raymond Sikorsky[1][2]
- Caroly Larson jako komputer[1][2]

### Role gościnne
- John Stocker jako Ultron[2]
- Dan Chameroy jako Steve Rogers / Kapitan Ameryka[2]
- Francis Diakowsky jako Tony Stark / Iron Man[2]
- Raoul Trujillo jako Namor[1]

## Emisja
Serial Avengers zadebiutował 30 października 1999 roku w Stanach Zjednoczonych na antenie Fox Kids po wyemitowaniu trzech pierwszych odcinków Niezwyciężonego Spider-Mana. Serial został zakończony po pierwszej serii. 26 lutego 2000 roku wyemitowano ostatni, trzynasty odcinek serialu.
Serial został wydany 16 kwietnia 2012 roku na DVD w Wielkiej Brytanii przez Clear Vision. W Polsce ukazał się 27 października 2008 roku na tym nośniku, w ramach Kolekcji Marvela wydawanej przez Media Service. Od 12 listopada 2019 roku Avengers jest jednym z seriali dostępnych na Disney+ w Stanach Zjednoczonych i w innych krajach, gdzie serwis jest dostępny.

## Lista odcinków
| Nr | Tytuł                      | Tytuł polski                     | Reżyseria  | Scenariusz          | Premiera (Fox Kids)  |
| -- | -------------------------- | -------------------------------- | ---------- | ------------------- | -------------------- |
| 1  | Avengers Assemble, Part 1  | Avengers zbiórka, część pierwsza | Ron Myrick | Michael Edens       | 30 października 1999 |
| 2  | Avengers Assemble, Part 2  | Avengers zbiórka, część druga    | Ron Myrick | Michael Edens       | 6 listopada 1999     |
| 3  | Kang                       | Kang                             | Ron Myrick | Brooks Wachtel      | 13 listopada 1999    |
| 4  | Comes a Swordsman          | Nadciąga Swordsman               | Ron Myrick | John Loy            | 27 listopada 1999    |
| 5  | Remnants                   | Szczątki                         | Ron Myrick | Michael Edens       | 4 grudnia 1999       |
| 6  | Command Decision           | Wybór dowódcy                    | Ron Myrick | Len Wein            | 11 grudnia 1999      |
| 7  | To Rule Atlantis           | Władcy Atlantydy                 | Ron Myrick | Len Uhley           | 15 stycznia 2000     |
| 8  | Shooting Stars             | Spadające gwiazdy                | Ron Myrick | Bruce Reid Schaefer | 22 stycznia 2000     |
| 9  | What a Vision Has to Do    | Vision do dzieła                 | Ron Myrick | John Loy            | 29 stycznia 2000     |
| 10 | Egg-Streme Vengeance       | Jajeczna zemsta                  | Ron Myrick | Len Uhley           | 5 lutego 2000        |
| 11 | The Sorceress's Apprentice | Uczeń czarodzejki                | Ron Myrick | Michael Edens       | 12 lutego 2000       |
| 12 | Earth and Fire, Part 1     | Ziemia i ogień, cześć pierwsza   | Ron Myrick | Steven Melching     | 19 lutego 2000       |
| 13 | Earth and Fire, Part 2     | Ziemia i ogień, cześć druga      | Ron Myrick | Jan Strnad          | 26 lutego 2000       |

## Produkcja
W 1997 roku Fox Kids doznało spadku popularności, ponieważ ABC, The WB, Nickelodeon i Disney Channel posiadały szeroką ofertę programową, którą skutecznie promowały wśród widowni. Roland Pointdexter, ówczesny dyrektor programowy stacji podjął decyzję, by skoncentrować się na dalszych adaptacjach komiksów wydawnictwa Marvel Comics, które przyczyniły się do popularności Fox Kids. Zwrócił się on do Roberta Skira i Marty’ego Isenberga, scenarzystów serialu animowanego X-Men, aby przygotowali propozycję serialu o Avengers. Przedstawili oni szczegółowy zarys trzynasto-odcinkowego serialu, jednak przedstawicieli Fox Kids zainteresowała bardziej solowa produkcja o Kapitanie Ameryce.
Wkrótce jednak wszystkie produkcje na podstawie komiksów Marvela zostały wstrzymane, ponieważ Marvel Comics w tym czasie zbankrutowało. W 1998 roku, kiedy sytuacja finansowa firmy się ustabilizowała, Pointdexter powrócił do pomysłu, zapraszając do projektu scenarzystów Erica i Julię Lewaldów. W 1999 roku Fox Kids zamówiło serial. Razem z Lewaldami scenariusz napisali: Michael Edens, John Loy, Len Uhley, Brooks Wachtel, Len Wein, Steven Melching, Bruce Reid Schaefer i Jan Strnad. Postanowiono zrezygnować z pokazywania superbohaterów będących komiksowym trzonem Avengers: Kapitana Ameryki, Iron Mana i Thora i skoncentrować się na bardziej „wadliwych” postaciach dla większego potencjału fabularnego, bez ryzyka, że zostaną przyćmione przez większych i bardziej znanych superbohaterów. Ostatecznie w serialu Kapitan Ameryka i Iron Man pojawiali się gościnnie.
Skład zespołu został luźno zapożyczony z komiksów West Coast Avengers. Znaleźli się w nim Ant-Man, Osa, Falcon, Hawkeye, Scarlet Witch, Tigra, Vision i Wonder Man. Największym odejściem od komiksów było wprowadzenie specjalnych zbroi dla Ant-Mana, Osy, Falcona i Hawkeye’a, które inspirowane były Super Sentai.
Serial został wyprodukowany przez Marvel Studios, Saban Entertainment i Fox Family Worldwide, a producentami wykonawczymi byli Avi Arad, Ron Myrick, Stan Lee, Eric Rollman i Matthew Edelman. Muzykę do serialu skomponowali Jeremy Sweet, Deddy Tzur, Shuki Levy oraz Haim Saban pod pseudonimem „Kussa Mahchi”.
Widzowie, w związku ze zmianami w składzie drużyny, dość niechętnie przyjęli serial. To spowodowało, że został nisko przez nich oceniony i ostatecznie anulowany przez stację po pierwszym sezonie. W drugim sezonie producenci planowali wprowadzić postacie Hulka i Thora oraz drużynę X-Menów.